# Michael Petrásek
Michael Petrásek (* 19. prosince 1991 Ústí nad Labem) je český lední hokejista hrající na postu brankáře.

## Život
S hokejem začínal ve svém rodném městě, v tamním Slovanu. Hrál za něj i v mládežnickém věku i za jeho juniorský výběr. V sezóně 2011/2012 nastoupil vedle juniorů rovněž ke dvěma zápasům za mužský výběr Ústí nad Labem. Následně v rámci střídavých startů hrál za bílinské Draky a Děčín. I během dalšího ročníku (2012/2013) nastupoval za juniory a muže Ústí nad Labem a ještě k dalším dvanácti za Děčín. Sezónu 2013/2014 strávil celou v ústeckém klubu mezi jeho muži. Stejně tak v ročníku 2014/2015 a na jeho konci dělal náhradního brankáře v litvínovské Vervě, byť do soutěžního utkání nezasáhl.
Na ročník 2015/2016 se stal součástí litvínovského klubu. V průběhu sezóny hrál v rámci hostování i za Most. Obdobně i následující ročník (2016/2017) hrál za Litvínov a díky střídavým startům i za mostecký tým. Následující tři sezóny (2017/2018 až 2019/2020) patřil do kádru Litvínova, za nějž v prvních dvou sezónách i nastupoval. Poslední ze zmíněné trojice strávil na hostování u přerovských Zubrů.
Před sezónou 2020/2021 odešel na své první zahraniční angažmá, a to do Polska, do celku Comarch Cracovia. V jejím průběhu se ale vrátil zpět do Přerova a vydržel v něm další dvě sezóny až do ročníku 2022/2023. Na přelomu let 2022 a 2023 mu lékaři identifikovali Bechtěrevovu nemoc, kvůli níž musel přerušit sportovní kariéru. Léčil se pomocí biologické léčby a aby měla jeho rodina na živobytí, nechal se zaměstnat u svého kamaráda Davida Tůmy v jeho pneuservisu. Po pracovní šichtě vždy ještě chodil na trénink s děčínskými hokejisty. Za Děčín nastupoval i do soutěžních utkání ve druhé lize, odkud si ho vytáhli chomutovští Piráti. Odchytal za něj dva zápasy, ale pak u něj propukla borelióza a Petrásek se musel léčit. Do branky se vrátil na závěr sezóny během playoff. Za Chomutov hrál rovněž v sezóně 2024/2025.